# Groß Quenstedt
Groß Quenstedt är en kommun och ort i Landkreis Harz i förbundslandet Sachsen-Anhalt i Tyskland.
Kommunen ingår i förvaltningsgemenskapen Vorharz tillsammans med kommunerna Ditfurt, Harsleben, Hedersleben, Schwanebeck, Selke-Aue och Wegeleben.